# Gliocladiopsis sumatrensis
Gliocladiopsis sumatrensis är en svampart som beskrevs av Crous & M.J. Wingf. 1997. Gliocladiopsis sumatrensis ingår i släktet Gliocladiopsis och familjen Nectriaceae.   Inga underarter finns listade i Catalogue of Life.